# Symploce disema
Symploce disema es una especie de cucaracha del género Symploce, familia Ectobiidae.